# Jennifer Echegini
Jennifer Onyi Echegini, auch als Onyi Echegini bekannt (* 22. März 2001 in London), ist eine nigerianisch-englische Fußballspielerin.

## Karriere

### Klub
Echegini spielte von 2019 bis 2021 spielte in den USA für die College-Mannschaft der Mississippi State University. Seit 2022 läuft sie für die Florida State Seminoles auf.

### Nationalmannschaft
Ihr erstes bekanntes Spiel für die nigerianische A-Nationalmannschaft absolvierte sie bei einer 0:2-Freundschaftsspielniederlage gegen Kanada am 9. April 2022, wo sie für die verletzte Uchenna Kanu zur 80. Minute eingewechselt wurde. Danach wurde Echegini bei weiteren Freundschaftsspielen eingesetzt und war beim Revelations Cup 2023 dabei.
Am 16. Juni 2023 wurde sie für den nigerianischen Kader bei der Weltmeisterschaft 2023 nominiert, kam in zwei der vier Spiele ihres Teams zum Einsatz und schied mit der Mannschaft im Achtelfinale gegen die Engländerinnen aus.